# Licuala calciphila
Licuala calciphila är en enhjärtbladig växtart som beskrevs av Odoardo Beccari. Licuala calciphila ingår i släktet Licuala och familjen Arecaceae. Inga underarter finns listade i Catalogue of Life.